# Byasa nevilli
Byasa nevilli is een vlinder uit de familie van de pages (Papilionidae). De wetenschappelijke naam van de soort is voor het eerst geldig gepubliceerd in 1882 door Wood-Mason.